# Jessheim
Jessheim este o localitate din comuna Ullensaker, provincia Akershus, Norvegia, cu o suprafață de 6,75 km² și o populație de 15.367 locuitori (2013).